# Emma Newman
Pour les articles homonymes, voir Newman.
Œuvres principales
- Série Planetfall (2015-2018)
- Série The Split Worlds (2016-2017)

Emma Newman, née le 2 août 1976 dans les Cornouailles, est une autrice britannique de romans noirs, de science-fiction, de fantasy urbaine et de romans fantastiques.

## Biographie
Originaire du sud-ouest de l’Angleterre, Emma Newman est l'autrice de nouvelles noires et de romans fantastiques post-apocalyptiques et urbains,. Elle prête sa voix à de nombreux livres audio et anime le célèbre podcast Tea and Jeopardy. En 2011, elle publie sa première collection de nouvelles From Dark Places. Elle est également à l'origine de la série fantastique The Split Worlds.
En 2015, elle publie son premier roman Planetfall, paru en français chez J'ai lu en 2017. Une colonie installée sur une planète inconnue voit ses perspectives de vie bercées d'utopie, vaciller à l'annonce d'un lourd secret. Elle est lauréate la même année du prix de la meilleure courte histoire de fantasy, décerné par The British Fantasy Society.  
Son second roman After Atlas, une suite autonome de Planetfall, met en scène le détective Carlos Moreno soumis à conflit d'intérêts majeur, alors qu'il enquête sur le meurtre d'Alejandro Casales, un leader religieux politiquement influent aux États-Unis,.

## Œuvres

### SérieThe Split Worlds
1. (en) Between Two Thorns, Angry Robot, 2013  (ISBN 978-0-85766-320-7)
2. (en) Any Other Name, Angry Robot, 2013  (ISBN 978-0-85766-323-8)
3. (en) All is Fair, Angry Robot, 2013  (ISBN 978-0-85766-326-9)
4. (en) A Little Knowledge, Diversion Books, 2016  (ISBN 978-1-68230-291-0)
5. (en) All Good Things, Diversion Publishing, 2017  (ISBN 978-1-68230-616-1)

### SériePlanetfall
1. Planetfall, J'ai lu, coll. « Nouveaux Millénaires », 2017 ((en) Planetfall, Roc Books, 2015  (ISBN 978-0-425-28239-7)), trad. Racquel Jemint, 286 p.  (ISBN 978-2-290-13703-1)Réédition, J'ai lu, coll. « Science fiction » no 12018, 2018, 317 p. (ISBN 978-2-290-13707-9)
2. After Atlas, J'ai lu, coll. « Nouveaux Millénaires », 2018 ((en) After Atlas, Roc Books, 2016  (ISBN 978-0-425-28240-3)), trad. Patrick Imbert, 349 p.  (ISBN 978-2-290-15367-3)Réédition, J'ai lu, coll. « Science fiction » no 12545, 2019, 410 p. (ISBN 978-2-290-17283-4)
3. (en) Before Mars, Ace Books, 2018
4. (en) Atlas Alone, Ace Books, 2019

### SérieIndustrial Magic
1. (en) Brother's Ruin, Tor Books, 2017  (ISBN 978-0-7653-9396-8)
2. (en) Weaver's Lament, Tor Books, 2017  (ISBN 978-0-7653-9411-8)

### SérieWild Cards
1. (en) Knaves Over Queens, 2018Anthologie de nouvelles écrites avec Paul Cornell, Peadar Ó Guilín (en), Marko Kloos (en), Mark Lawrence, Kevin Andrew Murphy (en), Peter Newman (en), Melinda Snodgrass, Caroline Spector et Charles Stross

### SérieVampires of Dumas
1. (en) The Vengeance, 2025

### Romans indépendants
- (en) 20 Years Later, Dystopia Press, 2011  (ISBN 978-0-9844981-2-3)

### Recueils de nouvelles
- (en) From Dark Places, eMergent Publishing, 2011  (ISBN 978-0-9807446-5-1)

### Nouvelles
- (en) Tea in the Secret Garden, 2013
- La Place d'une femme, 2017 ((en) A Woman's Place, 2014)Parue dans l'anthologie Utopiales 2017, ActuSF coll. « Les Trois Souhaits », 2017 - Prix British Fantasy de la meilleure nouvelle 2015